# Under Armour
Under Armour je americká společnost, která vyrábí obuv, sportovní a volnočasové oblečení. Globální centrály Under Armour jsou v Baltimoru (Maryland, USA) s kancelářemi v Amsterdamu (Nizozemsko), Austinu (Texas, USA), Kantonu (Čína), Hongkongu, Houstonu (Texas, USA), Jakartě (Indonésie), Londýně (Velká Británie), Mexico City (Mexiko), Mnichově (Německo), New Yorku (New York, USA), Panamě (Panama), Paříži (Francie), Pittsburghu (Pensylvánie, USA), Portlandu (Oregon, USA), San Franciscu (Kalifornie, USA), São Paulu (Brazílie), Santiagu (Chile), Šanghaji (Čína) a Torontu (Kanada).

## Historie

### Raná historie

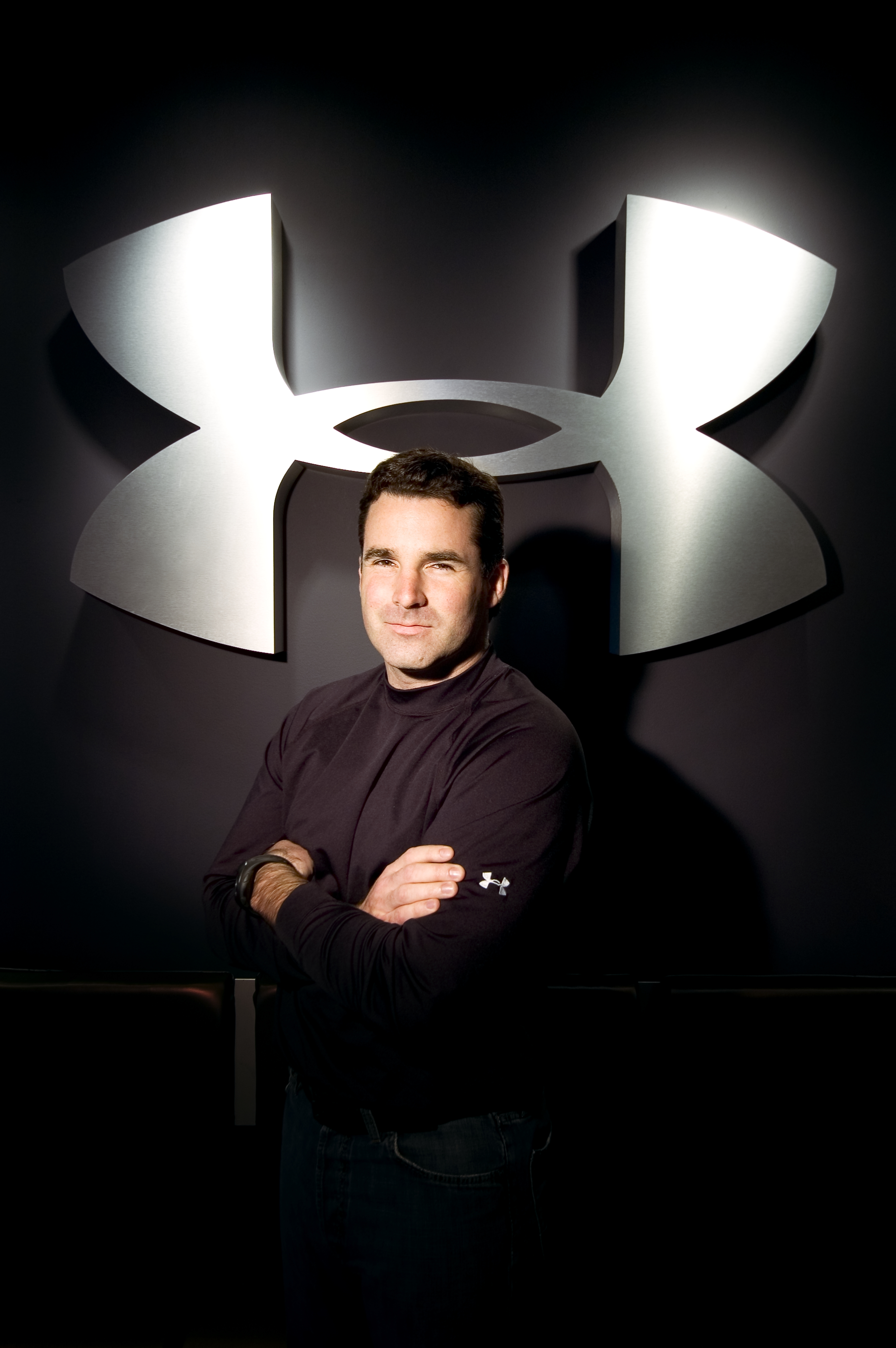
Kevin Plank, zakladatel Under Armour

Under Armour byl založen v roce 1996 Kevinem Plankem. Kevin Plank byl dříve kapitánem speciálního fotbalového týmu univerzity v Marylandu. Značku začal vyrábět původně ve sklepě své babičky ve Washingtonu DC, a to mu bylo pouhých 24 let. Svůj čas trávil cestováním po východním pobřeží jen s oblečením v kufru svého auta. Jeho první velký prodej přišel na konci roku 1996 v hodnotě 17 000 dolarů. Z babiččina sklepa se Plank přestěhoval do Baltimoru. Po několika přestěhováních se usídlil v místě, kde je doteď, a to v Tide Pointu ve městě Baltimore.
Jako obránce na univerzitě v Marylandu už Planka unavovalo, že se musí převlékat do zpocených a starých dresů. Všiml si, že jeho kompresní šortky, které nosil během tréninku, zůstávaly jediné suché. To ho inspirovalo k nápadu a výrobě trička, které bude odvádět vlhkost díky syntetické tkanině. Po absolvování Marylandské univerzity vyvinul svůj první prototyp trička, které dal svým spoluhráčům a přátelům, kteří pokračovali do slavné NFL. Plank brzy zdokonalil návrh vytvářející nové tričko vytvořené z mikrovláken, které udržuje sportovce v tělesné teplotě a suchu. Hlavní konkurenční značky včetně Nike, Adidas a Reebok brzy následovaly Plankův nápad s jejich vlastním funkčním oblečením.
Lidé si značky začali všímat, když se na titulní fotce stránky USA Today objevil rozehrávač Oakland Raiders Jeff George, který měl na sobě rolák od Planka. V návaznosti na tuto fotografii přišel pro Planka první velký prodej, kdy si od něj manažer zařízení z Georgia Tech koupil 10 triček. Tento obchod pomohl k podepsání smlouvy s NC State, Arizona State a dalšími týmy Divize I. Začaly přibývat pozitivní ohlasy od hráčů, které pomohly šířit povědomí o této značce a objednávky začaly přibývat. Téhož roku se Under Armour pustil do několika nových technologií včetně ColdGear, TurfGear, AllseasonGear and StreetGear. Do konce roku 1996 se prodalo přes 500 triček Under Armour HeatGear, které vynesly pro společnost 17 000 dolarů. V roce 1997 měl Plank objednávky už za 100 000 dolarů a našel továrnu v Ohiu na výrobu oblečení, aby objednávky zvládl.

### Růst společnosti
Under Armour přijal první velkou pauzu v roce 1999, když Warner Brothers kontaktovali Planka, aby oblékl dva celovečerní filmy (Any Given Sunday a The Replacements).
V následujícím roce se Under Armour stal hlavní značkou vybavení pro novou fotbalovou ligu XFL a získal si ještě větší pozornost při debutu ligy v národní televizi. V roce 2003 se spotřebitelský sektor zaměřil na soukromou kapitálovou firmu Rosewood Capital, která do firmy Under Armour investovala 12 000 000 dolarů. Téhož roku společnost spustila první televizní reklamu, která ukazovala na jejich hlavní moto: "Protect this house". Společnost IPO´d na NASDAQ získala kapitál 153 000 000 dolarů v roce 2005. Na konci roku 2007 otevřela společnost Under Armour svou první maloobchodní prodejnu v obchodním domě Westfield Annapolis v Annapolis.
Společnost také otevřela několik specializovaných obchodů a prodejních míst v Kanadě, Číně a 39 státech v USA včetně otevření prvního Brand House v Baltimoru v roce 2013 a druhého Brand House ve Washingtonu.
V roce 2009 vytvořila Hall of Famer Cal Ripken Jr. alianci, v jejímž rámci bude mít společnost významné zastoupení na několika místech a akcích pod záštitou Ripken Baseball, včetně zajištění dresů pro nižší ligu Aberdeen IronBirds a mládežnických týmů účastnících se Cal Ripken World Series.
Společnost je údajně hlavním komerčním sponzorem reality show Duck Dynasty a věnovala pozornost tomu, že zaujala stanovisko podporující show "patriarchy" Philla Robertsona.
Under Armour poskytl kombinézy, které nosili rychlobruslaři na zimních olympijských hrách 2014 v Soči. Američtí rychlobruslaři prohrávali při nošení nových kombinéz Mach 39, ale i když se vrátili k předchozím modelovým oblekům, rychlobruslaři ztráceli i nadále. Ačkoliv se nezdálo, že by v obleku byla konstrukční vada, která by způsobila pomalé časy, zpráva o kombinézách způsobila pokles akcií společnosti o 2,38 %.
Společnost nabízela 250 000 000 dolarů podobu 10 let, aby podepsala dohodu o podpoře NBA MVP Kevina Duranta. Společnost Nike však nakonec znovu podepsal Duranta, co souhlasilo se strukturou smlouvy a nabídla mu 300 000 000 dolarů.
21. ledna 2014 bylo oznámeno, že univerzita Notre Dame a Under Armour přistoupily na poskytování dresů a atletického vybavení pro univerzitu. Tato 10letá dohoda byla největší svého druhu v historii vysokoškolské atletiky a stala se platnou 1. července 2014. Od roku 2014 měla společnost Under Armour provozní zisk více než 30 %. Cena akcií společnosti v tomto roce stoupla o 62,5 %.
Po akvizici výrobce digitálních aplikací MapMyFitness v listopadu 2013 za 150 000 000 dolarů, v únoru 2015 společnost Under Armour oznámila, že zakoupila aplikaci počítající kalorie a výživy MaFitnessPat za 475 000 000 dolarů a fitness aplikaci Endomondo za 85 000 000 dolarů.
6. ledna 2016 společnost Under Armour oznámila strategické partnerství se společností IBM s cílem využít kognitivní výpočet technologií IBM Watson k poskytování smysluplných dat ze své sady IOT a aplikace UA Record.
3. března 2016 se společnost stala oficiálním partnerem Match Ball North American Soccer League začínající sezóny 2016.
26. května 2016 oznámily společnosti Under Armour a UCLA své plány na 15letý kontrakt v hodnotě 280 000 000 dolarů. To udělalo největší sponzorství bot a oděvů v historii NCAA.
Under Armour je široce známý pro své partnerství s hráčem NBA Stephenem Currym, který je považován za "tvář jejich obuvi". Původně se Curry dohodl s firmou Nike, ale po sezóně 2013 podepsal se společností Under Armour. Vzhledem k tomu, že se stal Curry dvojnásobným vítězem NBA pro nejužitečnějšího hráče a jedním z nejpopulárnějších sportovců na světě. Prodej jeho bot se stal hlavním důvodem značky Under Armour, přičemž ceny akcií rostou a klesají na základě bot od Curryho.
V říjnu 2019 Kevin Plank oznámil, že do roku 2020 odstoupí, a COO Patrik Frisk jako generální ředitel nastoupil v lednu v roce 2020.

## Finance
Za rok 2018 společnost Under Armour vykázala ztráty ve výši 46 000 000 dolarů s ročním příjmem 4 977 000 000 dolarů, což představuje nárůst o 9,9 % oproti předchozímu roku. V rámci tržního kapitálu společnost Under Armour byla v listopadu oceněna na více než 10 700 000 000 dolarů.
| Rok  | Příjmy v milionech dolarů | Čistý příjem v milionech dolarů | Celkový výdělek v milionech dolarů |
| ---- | ------------------------- | ------------------------------- | ---------------------------------- |
| 2005 | 281                       | 14                              | 204                                |
| 2006 | 431                       | 39                              | 289                                |
| 2007 | 607                       | 52                              | 391                                |
| 2008 | 725                       | 38                              | 488                                |
| 2009 | 856                       | 46                              | 546                                |
| 2010 | 1 064                     | 68                              | 675                                |
| 2011 | 1 473                     | 96                              | 919                                |
| 2012 | 1 835                     | 129                             | 1 157                              |
| 2013 | 2 332                     | 162                             | 1 578                              |
| 2014 | 3 084                     | 208                             | 2 095                              |
| 2015 | 3 963                     | 233                             | 2 866                              |
| 2016 | 4 833                     | 198                             | 3 644                              |
| 2017 | 4 989                     | -48                             | 4 006                              |
| 2018 | 4 977                     | -46                             | 4 245                              |

## Produkty

Under Armour obuv

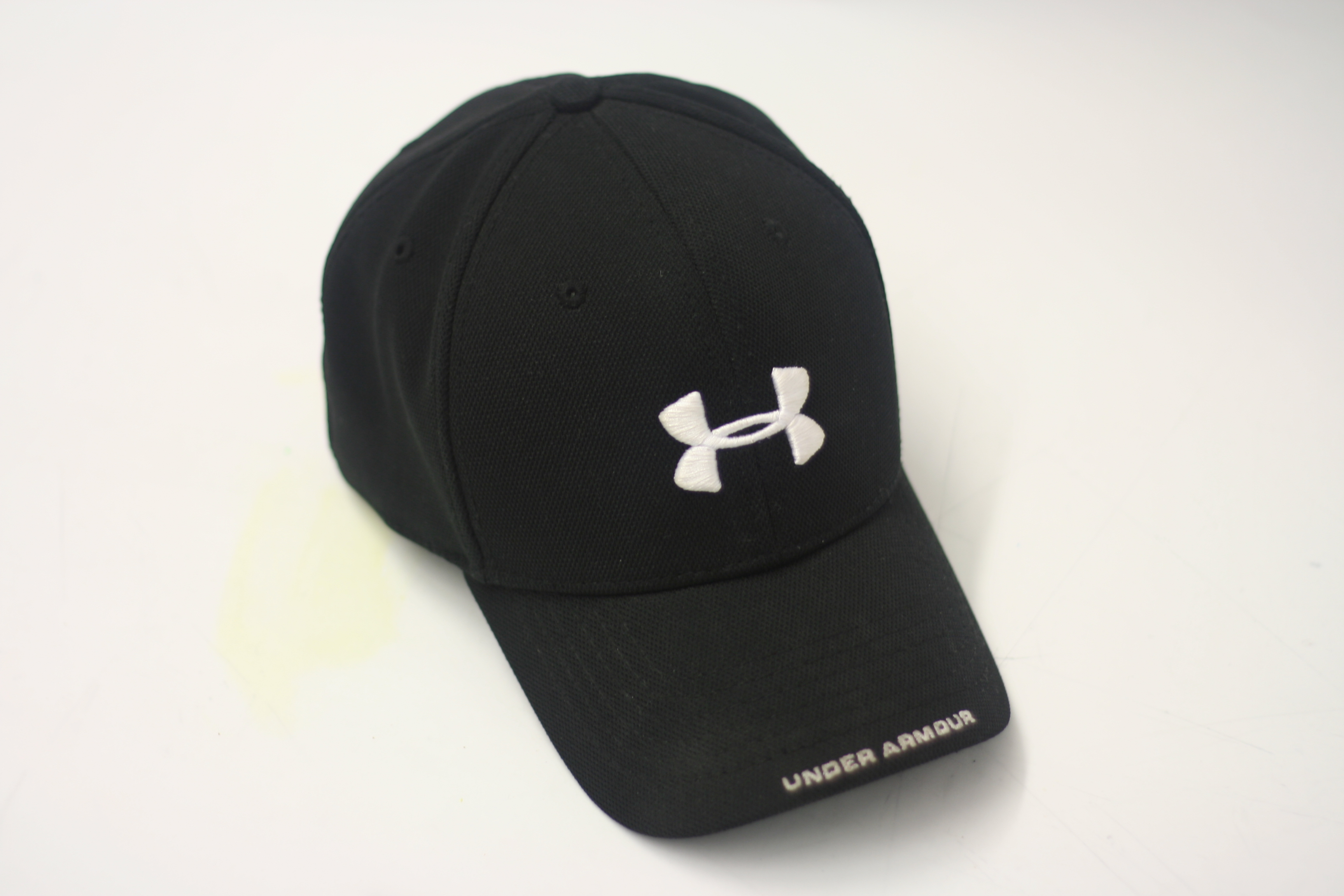
Under Armour Čepice

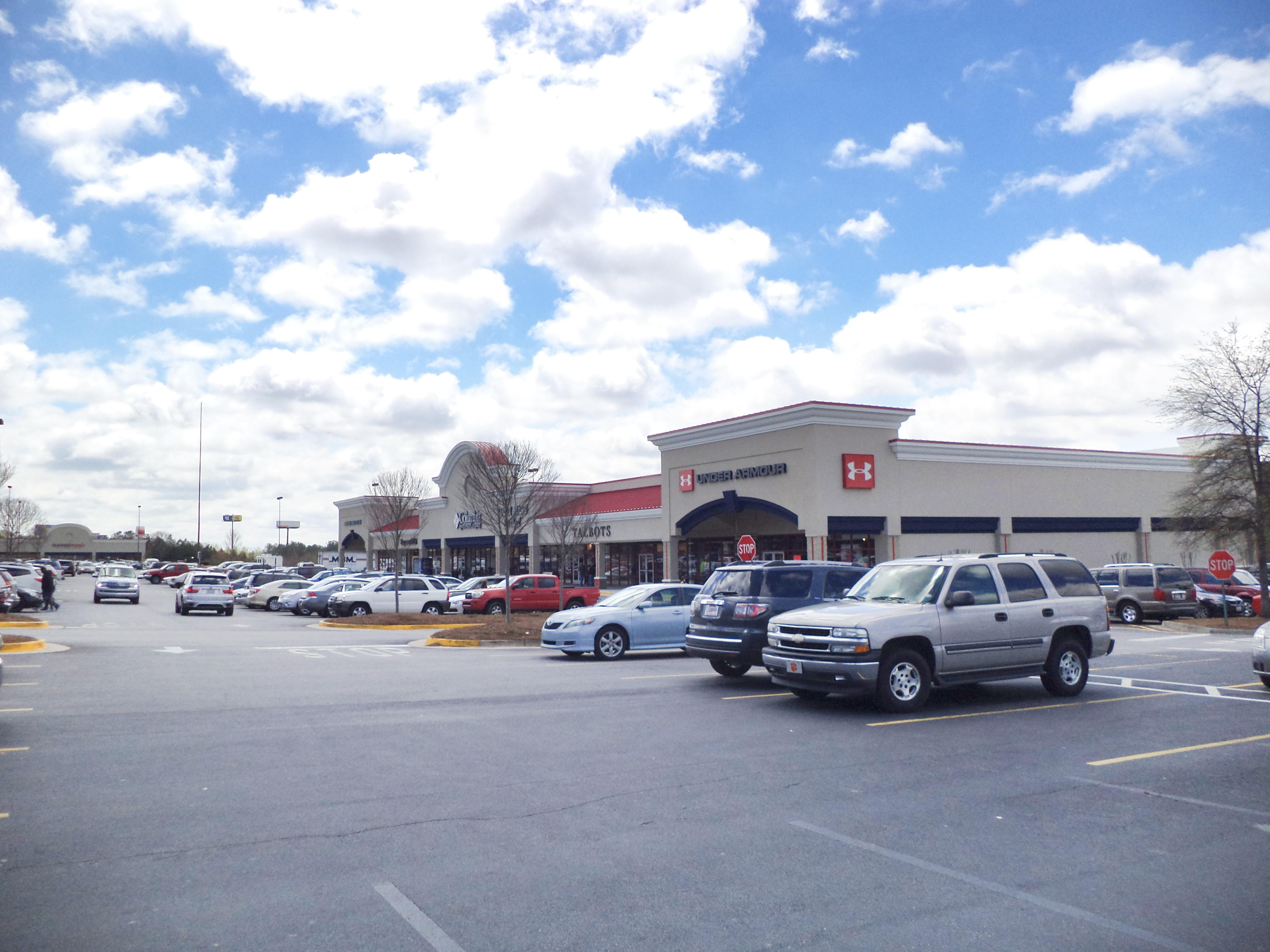
Under Armour outlet obchod v Henry County, Georgia

Produkty vyráběné pod značkou Under Armour zahrnují boty, trička, bundy, mikiny, kalhoty, legíny, kraťasy, spodní prádlo a doplňky (tašky, rukavice, čepice). Společnost Under Armour také vyrábí dresy amerického fotbalu, basketbalu a fotbalu.

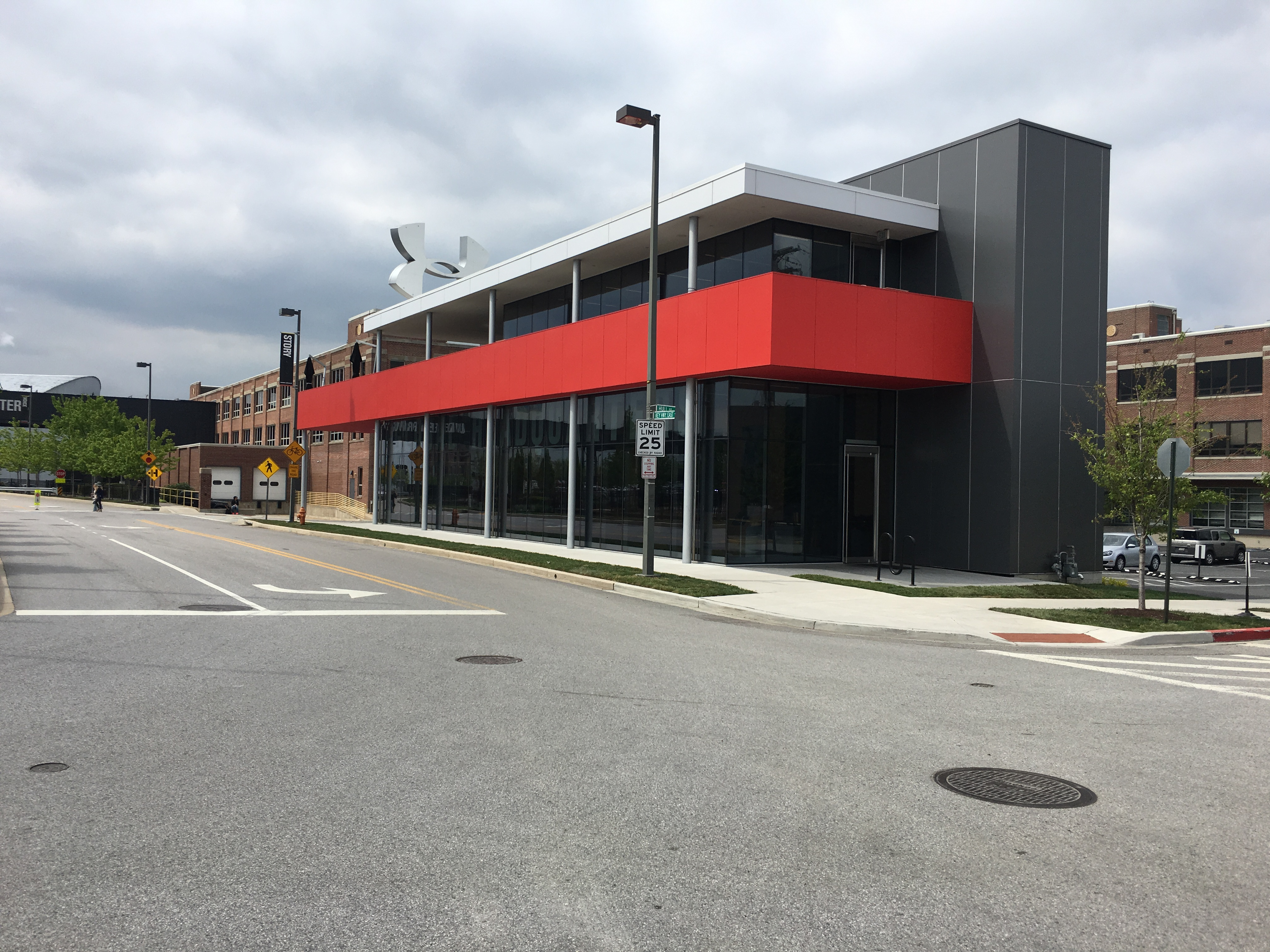
Budova Under Armour sídlem v Baltimore, Maryland